# ГЕС Періяр
ГЕС Періяр — гідроелектростанція на півдні Індії у штаті Тамілнад. Використовує ресурс із річки Періяр, яка починається у Західних Гатах на кордоні штатів Тамілнад та Керала і впадає в Лаккадівське море біля столиці останнього міста Кочі (західне узбережжя півострова Індостан).
Для роботи ГЕС організували деривацію води зі створеного на території Керали сховища на північ, у сточище річки Vaigai, яка протікає Тамілнадом та на східному узбережжі півострова впадає у Полкську протоку дещо північніше Адамового моста (при цьому можна відзначити, що нижче по течії Періяр також використовується для виробництва електроенергії в межах розташованого у Кералі проекту Ідуккі). Періяр перекриває зведена ще в 1895 році мурована споруда висотою 50 метрів та довжиною 366 метрів, яка потребувала 221 тис. м3 матеріалу та призначалась для потреб іригації. Вона створила водойму об'ємом 443 млн м3 (корисний об'єм 144 млн м3), з якої ресурс через канал та тунель довжиною 1,6 та 1,9 км відповідно подавався через водорозділ до річки Vairavanar, що дозволяло забезпечити зрошення 53 тис. гектарів.
В 1958 році вирішили використати цю схему для виробництва електроенергії. На Vairavanar звели так само муровану греблю висотою 38 метрів та довжиною 88 метрів. Від неї вода знов потрапляє у тунель, котрий через 1,3 км від сховища переходить у чотири напірні водоводи довжиною по 1 км зі спадаючим діаметром від 2 до 1,1 метра.
Машинний зал у 1958—1959 роках спершу обладнали трьома турбінами Френсіс потужністю 35 МВт, до яких в 1965-му додали четверту. Це обладнання при напорі до 389 метрів (номінальний напір 370 метрів) забезпечує виробництво 409 млн кВт-год електроенергії на рік.
Відпрацьована вода потрапляє у згадану вище Vairavanar, яка тече далі під назвами Mullaperiyar та Veerapandi до впадіння ліворуч у Vaigai.